# Bédar
Bédar este o municipalitate din provincia Almería, Andaluzia, Spania, cu o populație de 632 de locuitori.